# Экономика Ишимбая
Экономика города Ишимбая представлена предприятиями топливной, нефтехимической, лёгкой, пищевой промышленностями, предприятиями машиностроения и металлообработки, газо- и нефтепроводного транспорта, а также транспорта и связи, сферой обслуживания, образовательными учреждениями.
Промышленное ядро формировалась с 1929 года, когда начались буровые работы у четырёх башкирских деревень и стремительно развилось после открытия промышленной нефти в 1932 году.
Второй этап развития связан с эвакуацией в город и район заводов, из них Государственный союзный машиностроительный завод имени Сталина из Азербайджана, переориентацией их на военное производство (в частности, снаряды для «катюш»).

## Городской бюджет

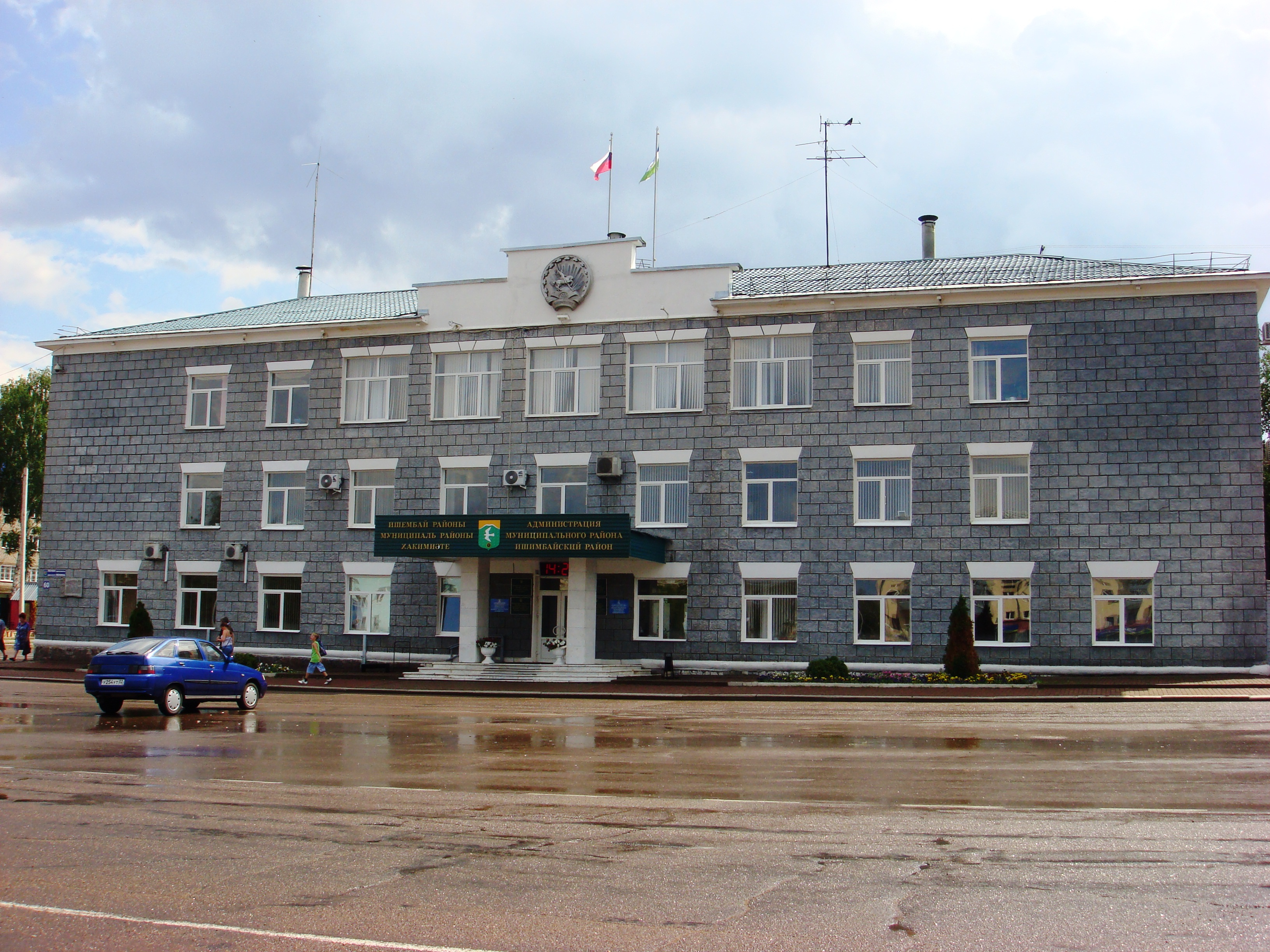
Администрация города Ишимбая

Бюджет городского поселения город Ишимбай входит как часть консолидированного бюджета муниципального района Ишимбайский район, куда входят также бюджет муниципального района Ишимбайский район и бюджеты 13 сельских поселений.
Бюджет на 2011 год принят Советом муниципального района Ишимбайский район Республики Башкортостан 16 декабря 2010 года. Согласно решению Совета прогнозируется общий объём доходов бюджета в сумме 786 348,5 тыс.рублей; расходы — 801748,5 тыс. рублей; дефицит бюджета — 15400 тыс. рублей.
В 2010 году в консолидированный бюджет поступило 385 559 тыс. рублей налоговых и неналоговых доходов (что меньше прошлого года на 6 690 тыс.рублей) и 758 225,4 тыс. р. безвозмездных перечислений из Министерства финансов Республики Башкортостан. Всего в бюджете 1 142 809,6 тыс.р. Основные статьи налогов — доходы физических лиц (55,2 %), доходы от использования имущества, находящегося в муниципальной собственности (19,4 %) и единый налог на вмененный доход для отдельных видов деятельности (6,6 %). Неналоговые доходы составили в 2010 году 99 232 тыс. р. (больше с 2009 на 10 179 тыс.р.). Из них: арендная плата за земельные участки (49 629 тыс.р., увеличение с прошлым годом на 9326 тыс.р.), сдача в аренду муниципального имущества (24 211 тыс. р., увеличение на 1 629 тыс. р.), реализация имущества (8 240 тыс.р., больше уровня 2009 года на 6 135 тыс. р.), продажа земельных участков (4 042 тыс. р., увеличение на 1 870 тыс. р.) и т. д..
Распределение доходов бюджета: муниципальный район Ишимбайский район — 74, 60 % или 287 453 тыс. р., городское поселение город Ишимбай — 21, 60 % или 83 256 тыс.рублей (больше 2009 года на 1972 тыс.рублей), оставшиеся 3,8 % — в сельсоветы. В общих расходах консолидированного бюджета удельные веса составляют на образование — 56,7 %, жилищно-коммунальное хозяйство — 11,7 %, здравоохранение и спорт — 11,5 %, культуру — 5,7 %, экономику — 4,5 %, общегосударственные расходы — 4,9 %, социальную политику — 4,4 %, правоохранительную деятельность — 0,5 %. Среднемесячная заработная плата работников бюджетной сферы за 2010 год составила 8151 рубль (выше уровня 2009 года на 4,9 %). Самая высокая среднемесячная заработная плата в образовании (за счёт субвенции) 9100 рублей, в том числе основного персонала 11199 рублей. Самая низкая — в спорте 5513 рублей.

## Промышленность
Современное хозяйство города представлено предприятиями нефтяной, машиностроительной, лёгкой, химической и пищевой промышленностями. Мировое значение имеет производство уникальных вездеходов марки «Витязь» (ДТ-30 «Витязь», ДТ-10 «Витязь»). Всероссийское значение у продукции заводов «ИНМАН» (первые в СССР и России краны-манипуляторы), ИЗНПО и ИЭМЗ (два из четырёх заводов России, выпускавших буровые вышки).
В городе Ишимбае исторически развивались предприятия, связанные с нефтедобычей и нефтепереработкой, затем с постройкой и обслуживанием нефтепромыслового оборудования. В связи с открытием нефти в 1932 году было создано Нефтегазодобывающее управление «Ишимбайнефть», которое и сейчас является самым крупным управлением АНК «Башнефть».
В 1932 году построены мастерские для буровиков и нефтепромысловиков.
В 1934 году появился лесопильный завод и столярная мастерская, обеспечившие материалом промышленные, культурно-бытовые объекты Ишимбая 
В 1936 году основано первое нефтеперерабатывающее предприятие Башкирии — Ишимбайский нефтеперегонный завод, первоначально находившийся в черте Перегонного и известный в военные годы как «Государственный союзный завод № 433».
В 1941 году, во время Великой Отечественной войны из города Баку в Ишимбай эвакуировался Механический завод им. Сталина, получивший новое название «Государственный союзный машиностроительный завод имени Сталина» (ныне ОАО «Ишимбайский машиностроительный завод»). Работать начал в 1943 году, выпускал снаряды для «Катюш», ловильный инструмент, долота и т. д.
В 1942 году в город Ишимбай эвакуируется Маслоабсорбционный газолиновый завод № 1 Грознефтекомбината, на базе которого в левобережной части города построен газолиновый завод для производства высококачественных бензинов — «Государственный союзный завод № 411», будущий Ишимбайский нефтеперерабатывающий завод.
Во время Великой Отечественной вошли в строй кирпичный завод, карбидный завод.
В 1949 году оба НПЗ вошли в объединение «Ишимбайский нефтеперерабатывающий завод», а вскоре производство на Перегонном ликвидировали.
В 1956 состоялось открытие Ишимбайской чулочно-носочной фабрики (ныне ЗАО «Ишимбайская чулочная фабрика»).

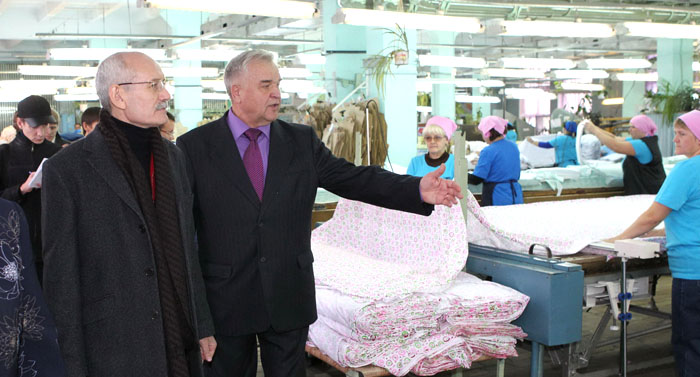
Визит президента Башкортостана Рустема Хамитова в ЗАО «Ишимбайская фабрика трикотажных изделий»

В 1966 году в городе появилось ещё одно предприятие лёгкой промышленности — Ишимбайская трикотажная фабрика (ныне ЗАО ордена «Знак Почёта» «Ишимбайская фабрика трикотажных изделий»).

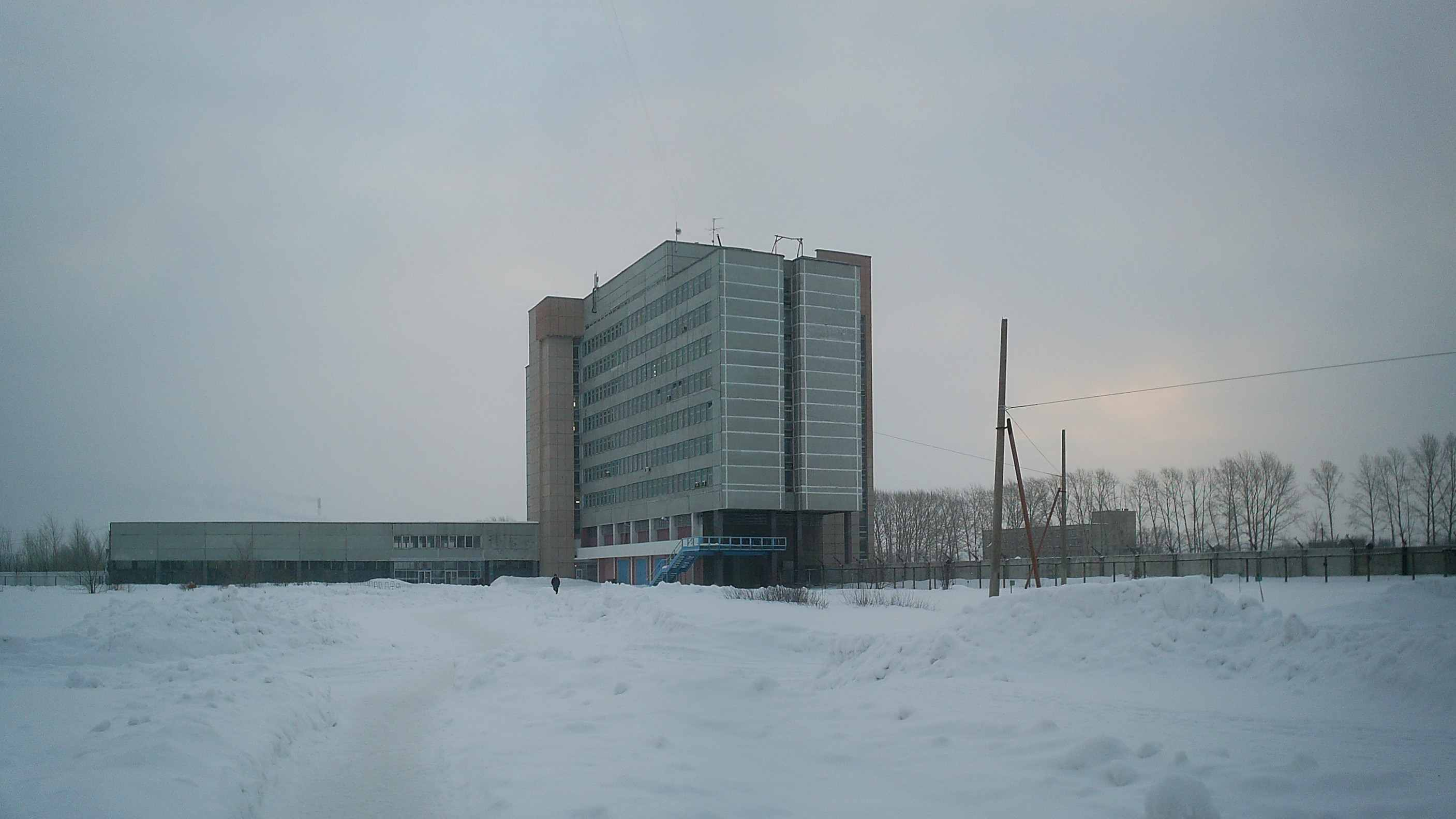
АО «Машиностроительная компания „Витязь“»

В 1970-х годах был построен ряд новых машиностроительных заводов. В 1973 году введён в строй действующих Ишимбайский экспериментально-механический завод (ныне ООО «Промышленное нефтегазовое объединение»). В 1977 году построены Ишимбайский завод транспортного машиностроения (ИЗТМ, ныне АО «Машиностроительная компания „Витязь“») и Ишимбайский завод нефтепромыслового оборудования (ИЗНПО, ныне ООО «Идель Нефтемаш»). В конце 70-х годов в Ишимбае планировалось создать одно из крупнейших машиностроительных объединений всесоюзного масштаба, путём включения в него Ишимбайского машиностроительного завода, Ишимбайского завода нефтепромыслового оборудования и строительства нового — Ишимбайского завода блочных установок, который, так и не был введён в строй действующих.
В 1985 году на площади Ишимбайского НПЗ началось строительство Ишимбайского специализированного химического завода катализаторов (ИСХЗК), сооружение которого завершилось в 1990 году.
В конце 1980-х годов планировалось серьёзно преобразить город Ишимбай. Предполагалось строительство лесопромышленного комплекса, который должен был выпускать паркет, заготовки для мебели, древесностружечные плиты. В районе Ишимбайского экспериментально-механического завода планировалось развернуть строительство фабрики художественной керамики. Также было намечено строительство нового хлебозавода, фабрики полуфабрикатов, овощехранилища и засолочного пункта. 
В окрестностях Нефтяника строился кирпичный завод, строительство которого так и не завершено. Виной этому послужила «перестройка», которая оборвала многочисленные крупные проекты по улучшению промышленного потенциала города Ишимбая.
В 1990 году Ишимбайский НПЗ ликвидирован, а его площадь полностью занял ИСХЗК.

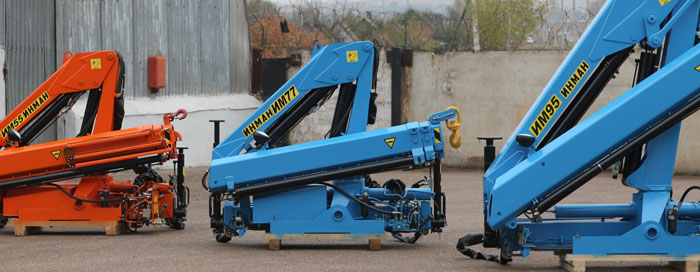
Манипуляторы производства ИНМАН

В 1992 году был введён уникальный для России Ишимбайский завод по производству кранов-манипуляторов — ЗАО «ИНМАН».
В 1998 году на месте заброшенного строительства завода блочных установок построен завод кровельных материалов «Кровлестом».
Последние два десятилетия характеризуются банкротством промышленных предприятий и переходом в руки московских, санкт-петербургских, челябинских и других владельцев, с реорганизацией и раздроблением предприятий на более мелкие и изменением названий. В результате банкротства Ишимбайского завода нефтепромыслового оборудования бывший его литейный цех преобразован в ОАО «Ишимбайский литейный завод „Нефтемаш“».
2005 год являлся наиболее сложным для городских предприятий. ИЛЗ «Нефтемаш» ликвидирован, в результате чего последовал снос его цехов. Та же участь постигла и ИЗТМ, значительно сокративший свои площади, на одной из которых появилось ОАО «Ишимбайский станкоремонтный завод». Ишимбайский спецхимзавод катализаторов в связи с банкротством также сократил свою территорию, предоставив её ООО «Агидель-нефтепродуктсервис». Новое предприятие, возникшее на месте бывшего Ишимбайского НПЗ, в ближайшем будущем вновь планирует организовать нефтепереработку в городе.

### Нефтяная промышленность

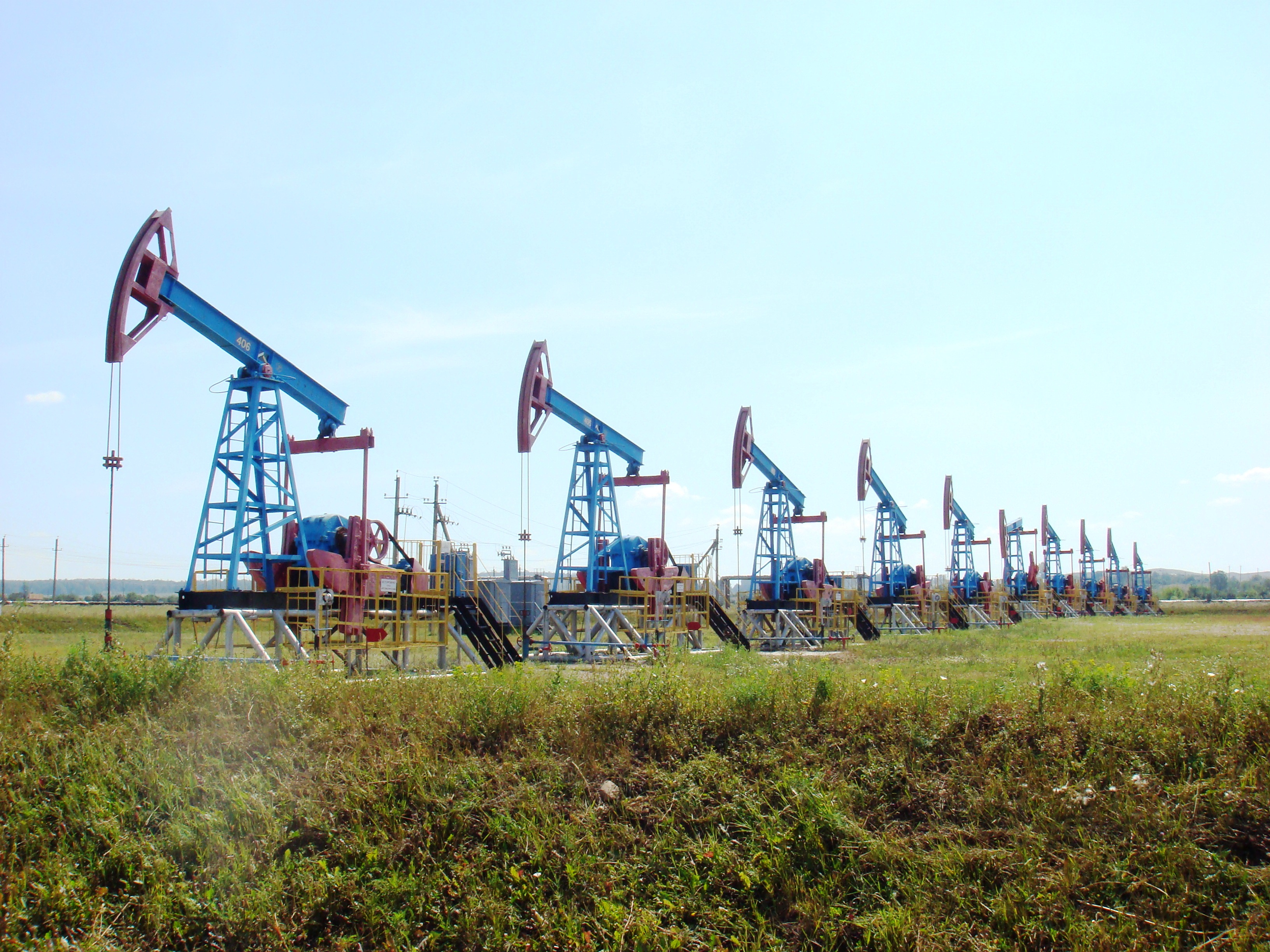
Станки-качалки НГДУ «Ишимбайнефть» на улице Первооткрывателей Башкирской Нефти напротив исторической скважины № 702

- Нефтегазодобывающее управление «Ишимбайнефть» ООО «Башнефть-Добыча», входящее в структуру ПАО «Акционерная нефтяная компания „Башнефть“»[13][14]
- ОАО «Подземнефтегаз»

### Машиностроениеиметаллообработка
- АО «Машиностроительная компания „Витязь“» (Ишимбайский завод транспортного машиностроения)[15][16]
- ОАО «Ишимбайский машиностроительный завод»[17][18]
- ООО «Идель Нефтемаш» (Ишимбайский завод нефтепромыслового оборудования)[19][20]
- ЗАО «ИНМАН»[21][22]
- ООО «Промышленное нефтегазовое объединение» (Ишимбайский экспериментально-механический завод)[23][24][25]
- ООО «Ишимбайский станкоремонтный завод»[26][27]

### Нефтеперерабатывающая промышленность
- ООО «Ишимбайская нефтебаза „Агидель“» (Ишимбайский нефтеперерабатывающий завод)

### Химическая промышленность
- ООО «Ишимбайский специализированный химический завод катализаторов»[28][29]
- Цех «Рассолопромысел» ОАО «Башкирская содовая компания»

### Лёгкая промышленность
- ЗАО «Ишимбайская фабрика трикотажных изделий»[30][31]
- ЗАО «Ишимбайская чулочная фабрика»[32][33]

### Пищевая промышленность
- ОАО «Ишимбайский хлебокомбинат»
- Ишимбайское вино-водочное производство Стерлитамакского спиртоводочного комбината — филиал ОАО «Башспирт» (Ишимбайский вино-водочный завод)[34][35]

### Промышленность строительных материалов
- ООО «Производственное предприятие „Кровлестом“» (Ишимбайский завод кровельных материалов)
- ЗАО «Урал-Технологические системы покрытий»[36][37]

### Деревообрабатывающая промышленность
- ООО «Кедр» (Ишимбайская мебельная фабрика)
- ООО «Уралмебельсервис»

### Электроэнергетика

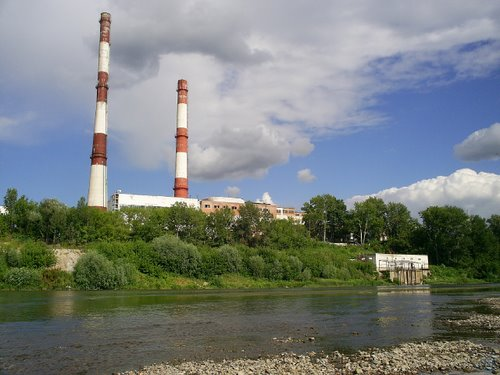
Ишимбайская ГТУ

- Производственное отделение «Ишимбайские электрические сети» ООО «Башкирские распределительные электрические сети» ОАО «Башкирэнерго»[38]
- Ишимбайская ГТУ (котельный цех № 5 «БашРТС-Стерлитамак» ООО «Башкирские распределительные тепловые сети» ОАО «Башкирэнерго»)

## Сельское хозяйство
В городе Ишимбае имеется единственное сельскохозяйственное предприятие, находящееся в Нефтянике — бывший совхоз «Нефтяник» (ныне ООО «Производственно-коммерческая фирма „Нефтяник“») значительно сокративший свою территорию после банкротства.

## Жилищно-коммунальное хозяйство
В Ишимбае имеются предприятия жилищно-коммунального хозяйства. Основное — МУП «Ишимбайская дирекция единого заказчика» РБ.

### Водоснабжение
В Ишимбае добычей и реализацией питьевой воды, отводом и обработкой сточных вод для частных и юридических лиц города, а также по Ишимбайскому району), занимается Ишимбайское МУП «Межрайкоммунводоканал» (ул. Жукова, 16).
В городе 100 % централизованное водоснабжение. Питьевая вода обеззараживается без применения хлора, в бактерицидных установках
. Водозабор общий для Южно-Башкортостанской агломерации, используются подземные воды долины реки Белой, доставляемая до трёх городов сетью водопроводов «Зирган-Ишимбай» длиной 261 км. и мощностью до 24 тыс. кубометров в сутки (строилась система в 1983-88 годах).
Централизованное водоснабжение в городе осуществляется с 1957 года. В декабре 1957 года образовалось управление городского водопроводного хозяйства на основании Постановления Совета Министров Башкирской АССР от 4 декабря 1957 года № 671, до этого времени водопроводным хозяйством заведовала контора коммунального хозяйства треста «Ишимбайнефть». Мощность водопровода составляла 11 тыс. кубометров в сутки. Численность работающих насчитывала 100 человек. В 1961 году на баланс были приняты очистные сооружения канализации производственной мощностью 8,2 тыс. кубометров в сутки. В 1975—1985 годах ввели в эксплуатацию линию электропередачи (ЛЭП — 6 кв) протяжённостью 12 км; лучевой водозабор; система управления скважинами; канализационный коллектор диаметром 450 мм, длиной 5,4 км; насосную станцию перекачки сточных вод производительностью 50 тыс.кубометров в сутки; первая очередь очистных сооружений канализации производительностью 25 тыс. кубометров в сутки.

### Теплоснабжение
Город теплом обеспечивает Ишимбайский район тепловых сетей «БашРТС-Стерлитамак» — филиал ООО «Башкирские распределительные тепловые сети» ОАО «Башкирская электросетевая компания» (ул. Б. Хмельницкого, 15). Ишимбайский РТС обслуживает сети магистральных и квартальных трубопроводов центрального отопления и горячего водоснабжения города Ишимбая, включая микрорайоны Перегонный, Нефтяник, Железнодорожный, а также центральные тепловые пункты (ЦТП) города. Теплоисточником является Ишимбайская ГТУ (котельный цех № 5).

### Газоснабжение
Газоснабжение осуществляет филиал ОАО «Газпром газораспределение Уфа» в г. Ишимбае (Стахановская, 43).
История газификации города началась в 1935 году после открытия и освоения Ишимбайского нефтяного месторождения. Попутный нефтяной газ использовали для отопления бытовых и коммунально-бытовых объектов первых посёлков нефтедобытчиков. К 1940 году попутный газ подавался в 2,5 тысячи квартир и на 33 производственных объекта. В 1956 году с вводом в строй газопровода Шкапово—Магнитогорск в Ишимбай пришёл природный газ из единой системы газоснабжения страны. В феврале 1959 года на базе отдельных газовых служб предприятий города создан трест «Ишимбайгоргаз».
| Наименование показателя                  | 1970       | 1980       | 1990       | 2000   | 2008   |
| ---------------------------------------- | ---------- | ---------- | ---------- | ------ | ------ |
| Протяженность газопроводов, км.          | 74,97      | 229,4      | 295,3      | 1047,6 | 1366,6 |
| Количество газифицированных квартир, шт. | 9172       | 16014      | 22630      | 30456  | 39163  |
| Транспортировка сетевого газа, тыс.м3    | нет данных | 179800     | 284970     | 191950 | 191445 |
| Селения на сетевом газе                  | 0          | 0          | 3          | 36     | 79     |
| Газификация,%                            | нет данных | нет данных | нет данных | 67,13  | 73,55  |

### Электроснабжение
Электроснабжение горожанам оказывает МУП «Ишимбайэлектросети».
Первая временная электростанция появилась на нефтепромыслах в 1932 году. В 1934-35 гг. введена первая очередь ЦЭС, которая обеспечила электроэнергией посёлок, близлежащие колхозы, предприятия города Стерлитамака. В 1943 году введена вторая очередь ЦЭС, в результате чего мощность возросла в три раза. В 1957 году в нефтедобывающем городе Ишимбае для бесперебойной подачи электричества и ремонта электрохозяйства была создана контора электросетей. Так появилось предприятие «Ишимбайэлектросети». С годами совершенствовалась коммунальная инфраструктура города. Перевод сетей электроснабжения с 6 на 10 кВ, устройство телемеханического управления сетями освещения Ишимбая, строительство трёх распределительных пунктов и более 150 трансформаторных подстанций, установление электроснабжения водозаборных сооружений — результат работы предприятия в 1950-1980 гг.

## Благоустройство

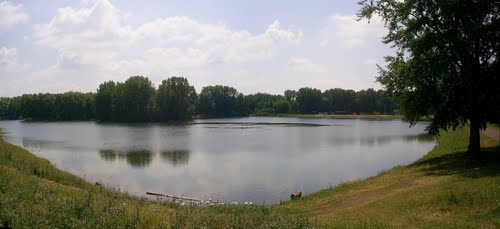
Заброшенный пруд на реке Тайрук

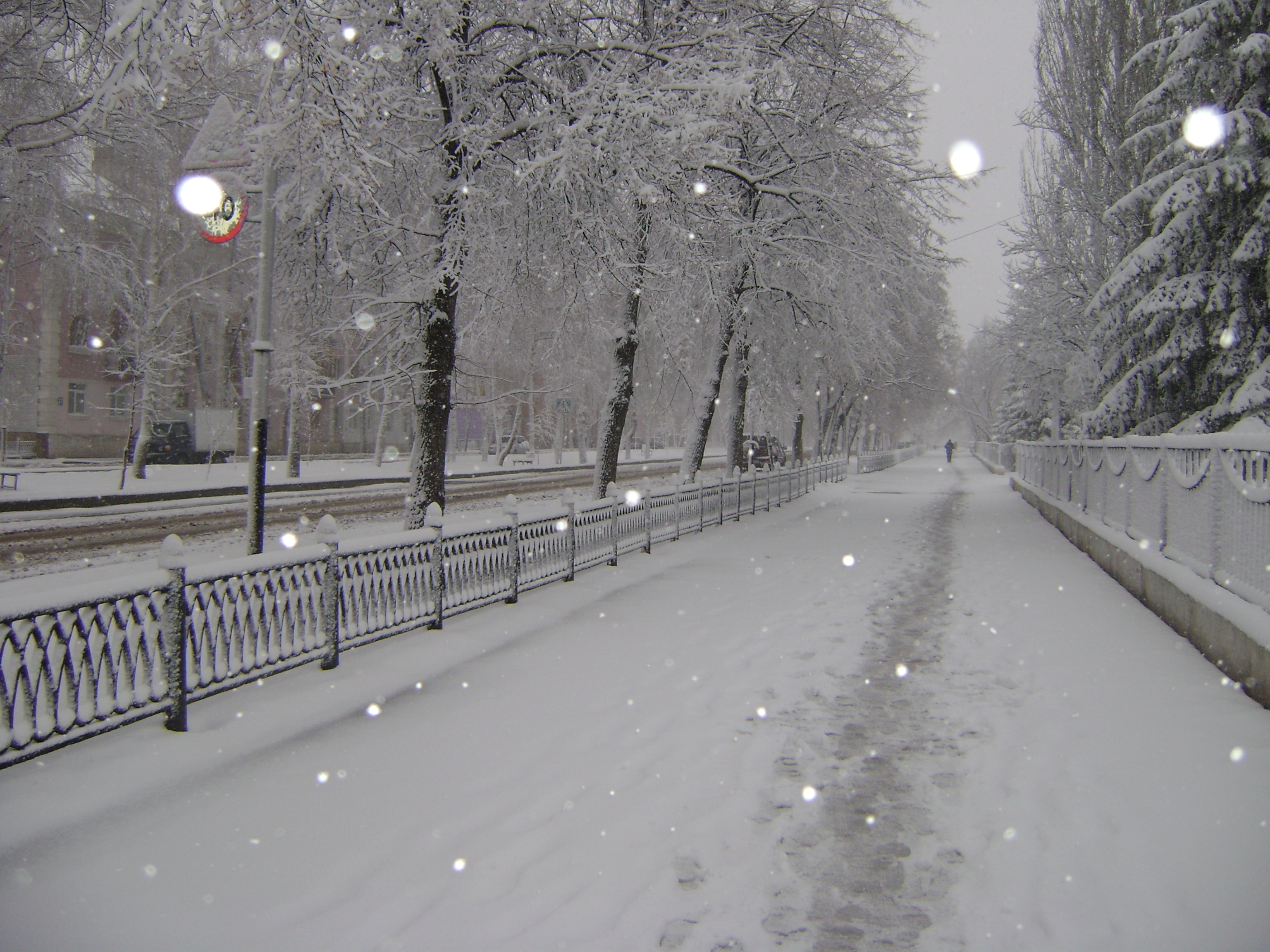
Проспект Ленина зимой

В августе 1952 года вышло распоряжение Совета Министров СССР «Об оказании помощи городскому хозяйству г. Ишимбая». С окончанием строительства в 1952 году асфальтобетонного завода начались работы по благоустройству. Впервые за всё время существования Ишимбая появились заасфальтированные тротуары и улицы: Геологическая, Промысловая, Октябрьская и другое.
В 2002 году Ишимбай являлся самым благоустроенным городом России 3-й категории. На данный момент заброшен городской пляж на реке Тайрук, где раньше работали лодочная станция (горожанам предоставлялись в прокат катамараны и лодки), фонтан, вышка. Та же учесть постигла и парк культуры и отдыха, аттракционов в котором практически не осталось. За последние годы дороги Ишимбая потеряли свой прежний вид. В связи с объединением в 2000 году администраций города и района, Ишимбай стал зависеть от района. В 2006 году в связи с муниципальной реформой, городу Ишимбаю был присвоен статус городского поселения. Поэтому средства на благоустройство и культуру города практически не выделяются. Также происходило неоднократное банкротство городских предприятий, отвечающих за благоустройство. На данный момент существуют предприятия МУП «ЭКО» и МУП «Асфальтобетонный завод», отвечающие за благоустройство Ишимбая.
В 2009 году Ишимбай отмечен почётным дипломом Министерства регионального развития Российской Федерации за хорошую работу, проведённую в 2008 году по развитию города в сфере благоустройства.
В 2011 году Ишимбай занял третье место среди городов с населением более 60 тысяч человек в конкурсе «Самое благоустроенное городское (сельское) поселение Республики Башкортостан в 2010 году», за что городу был предоставлен межбюджетный трансферт в размере 1,32 млн рублей.

## Транспорт и связь
В городе Ишимбае имеется филиал ГУП «Башавтотранс» РБ  — Ишимбайское автотранспортное предприятие. Также крупным автотранспортным предприятием является ООО «Ишимбайское управление технологического транспорта» ОАО «АНК „Башнефть“», возникшее в ходе реорганизации нефтегазодобывающего управления «Ишимбайнефть».
Почтовую связь в городе предоставляет обособленное структурное подразделение «Ишимбайский почтамт» Управления Федеральной почтовой службы РБ — филиал ФГУП «Почта России».

## Потребительский рынок

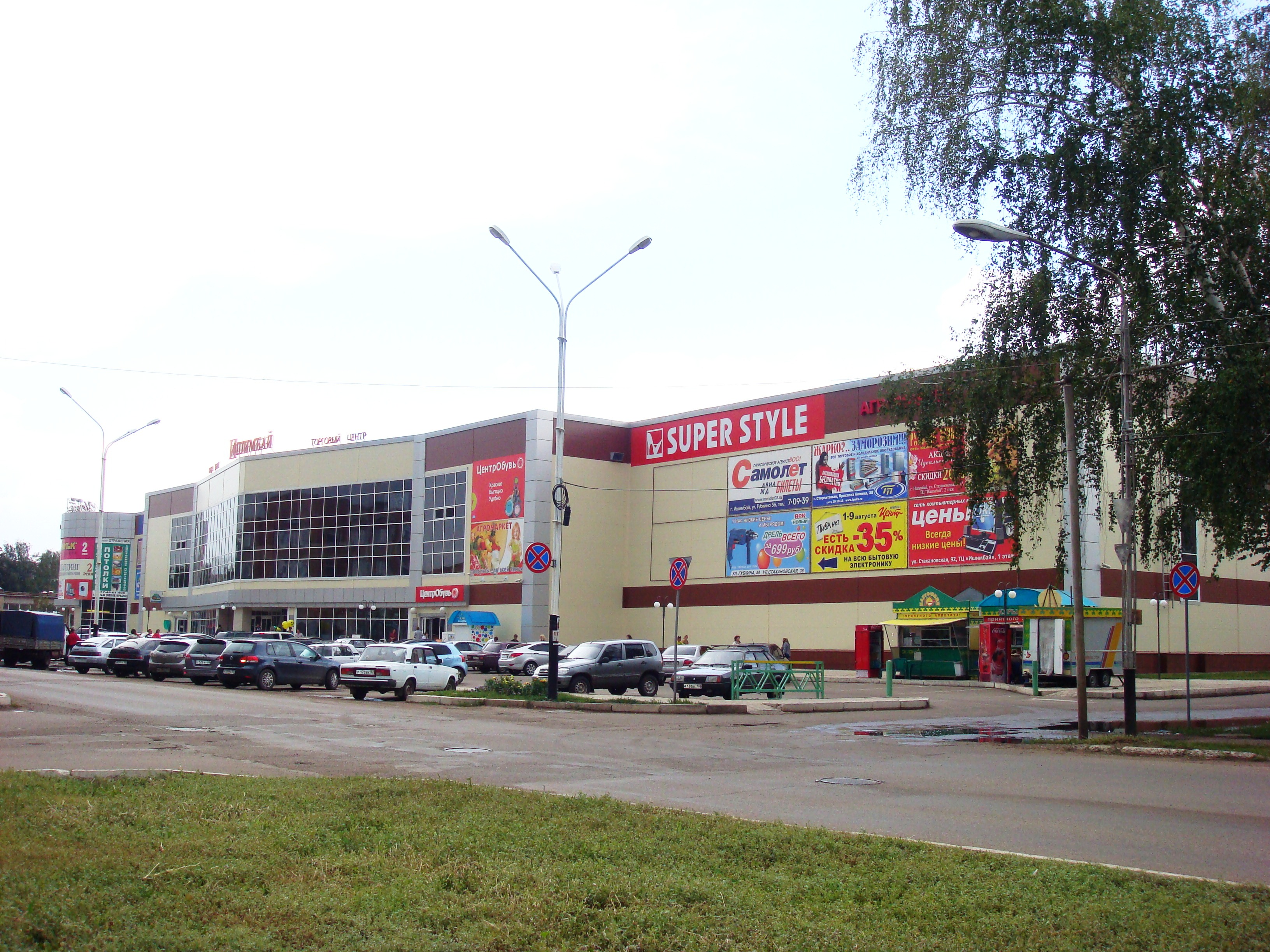
Торговый центр «Ишимбай»

Торговая сеть города обеспечивает бесперебойное обслуживание населения. На территории Ишимбая функционируют торговые сети, работающие в разных сегментах потребительского рынка. Это как местные сетевые магазины так и сети федерального значения: «Магнит», «Полушка», «Монетка», «Матрица», «Белая техника», «Корпорация Центр», «Техно», «Евросеть», «Связной», «Цифроград», «585», «Буква», «Военная экипировка» и многие другие. До недавнего времени в городе присутствовали сеть магазинов «Пятёрочка» и сеть магазинов бытовой техники «Эльдорадо».
Крупнейшим торговым предприятием города является ООО «Ишимбайский рынок „Алатау“» — центральный городской рынок, участники которого муниципалитет и частная компания. Оно незаконно образовано бывшим главой города и района Р. Ф. Ибрагимовым в результате умышленного банкротства МУП «Ишимбайский городской рынок „Алатау“».
Долгое время широкой популярностью горожан и гостей города пользовался универмаг «Ишимбай», находившийся по проспекту Ленина. В мае 2009 года он сгорел в результате крупного пожара. В Ишимбае имеются и другие торговые центры и комплексы, среди которых ТСК «Гостиный двор» и «Деловой центр». В 2004 году на въезде в город после масштабной реконструкции открылся торгово-офисный комплекс «Интер». 6 ноября 2009 года на месте заброшенного строительства вязального цеха чулочно-носочной фабрики по улице Стахановской состоялось открытие крупнейшего городского торгового центра «Аструм» площадью 12000 кв.м. с первым в городе эскалатором. В сентябре 2010 года ТЦ «Аструм» переименован в торговый центр «Ишимбай».

## Телекоммуникации и Интернет
Телекоммуникационные услуги на рынке Ишимбая:
Телефонная связь. Стационарную связь в городе традиционно предоставляет Ишимбайский районный узел связи Стерлитамакского межрайонного узла электрической связи — филиал ОАО «Башинформсвязь», работают 3 городских АТС. Мобильная связь представлена стандартом GSM-900/1800, имеется 5 операторов: МТС, «Билайн», «МегаФон», «СМАРТС», Сотел ССБ.
Интернет. Модемное соединение (передача данных) осуществлялась ещё в 1980-х годах. Стоимость услуги составляла 1 руб./минута. Услуги доступа в Интернет по Ишимбаю предлагают Ишимбайский филиал ОАО «Уфанет», компании «Башинформсвязь», «Билайн», МТС, «Мегафон».
Кабельное телевидение. Кабельное телевидение появилось на телекоммуникационном рынке Ишимбая в конце 1980-х. Услуги предоставляло ИТВ. К нашему времени собственно ишимбайских компаний на рынке нет, подключение ведут компании «Уфанет» и «Башинформсвязь».

## Рынок финансовых услуг
В городе действуют филиалы многих крупнейших российских коммерческих банков: «Башкомснаббанк», «ПромТрансБанк», «Россельхозбанк», «Русь-Банк», «Сбербанк», «Социнвестбанк», банк «Уралсиб». В Ишимбае долгое время действовало собственное отделение Сбербанка № 5413. В 2009 году его ликвидировали, присоедив к Салаватскому, в результате чего сберкассы города Ишимбая и Ишимбайского района теперь числятся после Салавата.

## Использованная литература и источники
1. ↑  Отчёты об исполнении бюджета муниципального района. Администрация муниципального района Ишимбайский район. Дата обращения: 21 июня 2011. Архивировано 25 августа 2011 года.
2. 1 2 3  Исполнение консолидированного бюджета муниципального района Ишимбайский район за 2010 год (doc). Администрация муниципального района Ишимбайский район. Дата обращения: 21 июня 2011. Архивировано из оригинала 18 июля 2014 года.
3. ↑  О бюджете муниципального района Ишимбайский район Республики Башкортостан на 2011 год (doc). Администрация муниципального района Ишимбайский район. Дата обращения: 21 июня 2011. Архивировано из оригинала 18 июля 2014 года.
4. ↑  Агафонов М. А., Кутимов Б. П., Фёдоров И. Г. Ишимбай. — Уфа: Башкирское книжное издательство, 1968. — С. 8. — 144 с. — 10 000 экз.
5. ↑  История, хронология событий 1941—1945 годов в Республике Башкортостан (недоступная ссылка)
6. ↑  Агафонов М. А., Кутимов Б. П., Фёдоров И. Г. Ишимбай. — Уфа: Башкирское книжное издательство, 1968. — С. 18. — 144 с. — 10 000 экз.
7. ↑  Агафонов М. А., Кутимов Б. П., Фёдоров И. Г. Ишимбай. — Уфа: Башкирское книжное издательство, 1968. — С. 15. — 144 с. — 10 000 экз.
8. ↑  Хусаинов Р. Планирование научно-технического прогресса //Газета «Восход». — № 15, 03.02.1977 г.
9. ↑  Мангушев К. И., Поляков В. Н., Уткин Ю. В. Чудесный клад. — Москва: «Советская Россия», 1985. — С. 143. — 144 с. — 20 000 экз.
10. ↑  Республика Башкортостан//ПРОИЗВОДСТВО:За перспективу надо бороться .Президент республики посетил предприятия городов Стерлитамака и Ишимбая: В Стерлитамаке Президент республик … Дата обращения: 19 июня 2011. Архивировано из оригинала 10 июня 2015 года.
11. ↑  Зыкина Р. Соседом «Витязя» стал новый завод //Газета «Республика Башкортостан». — № 26, 09.02.2006 г. Дата обращения: 19 июня 2011. Архивировано 7 мая 2012 года.
12. ↑  Завалина Т. Всё ещё только начинается… //Газета «Восход». — № 48, 26.03.2009 г.
13. ↑  Нефтегазодобывающие управления ООО «Башнефть-Добыча». Дата обращения: 18 марта 2011. Архивировано из оригинала 7 февраля 2011 года.
14. ↑  НГДУ «Ишимбайнефть». Дата обращения: 18 марта 2011. Архивировано 25 августа 2011 года.
15. ↑  История ОАО МК «Витязь». Дата обращения: 18 марта 2011. Архивировано 7 апреля 2011 года.
16. ↑  ОАО МК «Витязь». Дата обращения: 18 марта 2011. Архивировано 25 августа 2011 года.
17. ↑  История ОАО «ИМЗ». Дата обращения: 18 марта 2011. Архивировано 3 сентября 2010 года.
18. ↑  ОАО «ИМЗ». Дата обращения: 18 марта 2011. Архивировано 25 августа 2011 года.
19. ↑  История ООО «Идель Нефтемаш». Дата обращения: 18 марта 2011. Архивировано 15 апреля 2011 года.
20. ↑  ООО «Идель Нефтемаш». Дата обращения: 18 марта 2011. Архивировано 25 августа 2011 года.
21. ↑  История ЗАО «ИНМАН». Дата обращения: 18 марта 2011. Архивировано 23 мая 2012 года.
22. ↑  ЗАО «ИНМАН». Дата обращения: 18 марта 2011. Архивировано 25 августа 2011 года.
23. ↑  История ОАО «ПНГО». Дата обращения: 18 марта 2011. Архивировано 13 мая 2011 года.
24. ↑  История ООО «Ишимбайский станкозавод». Дата обращения: 18 марта 2011. Архивировано из оригинала 2 февраля 2011 года.
25. ↑  ОАО «ПНГО». Дата обращения: 18 марта 2011. Архивировано 25 августа 2011 года.
26. ↑  История ОАО «ИСРЗ». Дата обращения: 18 марта 2011. Архивировано из оригинала 25 декабря 2008 года.
27. ↑  ОАО «ИСРЗ». Дата обращения: 18 марта 2011. Архивировано 25 августа 2011 года.
28. ↑  История ООО «ИСХЗК» (недоступная ссылка)
29. ↑  ООО «ИСХЗК». Дата обращения: 18 марта 2011. Архивировано 25 августа 2011 года.
30. ↑  История ЗАО «ИФТИ». Дата обращения: 18 марта 2011. Архивировано из оригинала 23 июля 2011 года.
31. ↑  ЗАО ИФТИ». Дата обращения: 18 марта 2011. Архивировано 25 августа 2011 года.
32. ↑  История ЗАО «ИЧФ». Дата обращения: 18 марта 2011. Архивировано из оригинала 21 октября 2010 года.
33. ↑  ЗАО «ИЧФ». Дата обращения: 18 марта 2011. Архивировано 25 августа 2011 года.
34. ↑  ОАО Башспирт. Производство ликеро-водочной продукции. Дата обращения: 18 марта 2011. Архивировано из оригинала 27 мая 2011 года.
35. ↑  ИВВП СВК — филиал ОАО «Башспирт». Дата обращения: 18 марта 2011. Архивировано 25 августа 2011 года.
36. ↑  История ЗАО «Урал-ТСП». Дата обращения: 21 марта 2011. Архивировано 4 декабря 2010 года.
37. ↑  Создание ЗАО «Урал-ТСП». Дата обращения: 18 марта 2011. Архивировано 5 марта 2016 года.
38. ↑  ИРЭС «БашРЭС-Стерлитамак». Дата обращения: 18 марта 2011. Архивировано 25 августа 2011 года.
39. ↑  Сельское хозяйство города Ишимбая
40. ↑  Предприятия жилищно-коммунального хозяйства. Администрация муниципального района Ишимбайский район. Дата обращения: 21 июня 2011. Архивировано 25 августа 2011 года.
41. ↑  МУП «Ишимбайская Дирекция единого заказчика». Администрация муниципального района Ишимбайский район. Дата обращения: 21 июня 2011. Архивировано 25 августа 2011 года.
42. ↑  История МУП «ИДЕЗ». Дата обращения: 18 марта 2011. Архивировано 1 сентября 2011 года.
43. ↑  ИМУП «Межрайкоммунводоканал». Администрация муниципального района Ишимбайский район. Дата обращения: 21 июня 2011. Архивировано 25 августа 2011 года.
44. ↑  История ИМУП «Межрайкоммунводоканал». Дата обращения: 22 марта 2011. Архивировано из оригинала 29 декабря 2013 года.
45. 1 2 3  О предприятии ИМУП «Межрайкоммунводоканал». Администрация муниципального района Ишимбайский район. Дата обращения: 21 июня 2011. Архивировано 25 августа 2011 года.
46. ↑  Предприятия жилищно- коммунального хозяйства. Дата обращения: 19 июня 2011. Архивировано 25 августа 2011 года.
47. ↑  ООО «БашРТС»: Новости на сайте. Дата обращения: 19 июня 2011. Архивировано из оригинала 25 августа 2011 года.
48. 1 2  «Ишимбайгаз» — филиал ОАО «Газ-сервис». Администрация муниципального района Ишимбайский район. Дата обращения: 21 июня 2011. Архивировано 25 августа 2011 года.
49. 1 2  МУП «Ишимбайэлектросети». Администрация муниципального района Ишимбайский район. Дата обращения: 21 июня 2011. Архивировано 25 августа 2011 года.
50. ↑  Агафонов М. А., Кутимов Б. П., Фёдоров И. Г. Ишимбай. — Уфа: Башкирское книжное издательство, 1968. — С. 19. — 144 с. — 10 000 экз.
51. ↑  Агафонов М. А., Кутимов Б. П., Фёдоров И. Г. Ишимбай. — Уфа: Башкирское книжное издательство, 1968. — С. 39. — 144 с. — 10 000 экз.
52. ↑  Солнце, коровы и груда мусора – аааааатличное место для отдыха! Дата обращения: 19 июня 2011. Архивировано из оригинала 27 мая 2015 года.
53. ↑  Купание запрещено, но нам всё равно?! Дата обращения: 19 июня 2011. Архивировано 15 июля 2014 года.
54. ↑  Город, который мы потеряли — 7. Дата обращения: 19 июня 2011. Архивировано из оригинала 27 мая 2015 года.
55. ↑  История МУП «ЭКО»
56. ↑  Приказ Министерства регионального развития РФ от 2 июня 2009 г. № 197 «Об итогах Всероссийского конкурса на звание „Самый благоустроенный город город России“ за 2008 год» (pdf). Complexdoc.ru. Дата обращения: 21 ноября 2011. Архивировано из оригинала 24 июня 2015 года.
57. ↑  Кагиров Р. Я. Деньги за благоустройство — на благоустройство // Восход : газета. — Ишимбай, 2011. — 25 ноября. Архивировано 15 июля 2014 года.
58. ↑  ИАТП — филиал ГУП «Башавтотранс». Дата обращения: 18 марта 2011. Архивировано 25 августа 2011 года.
59. ↑  ОСП «Ишимбайский почтамт»
60. ↑  Прокуратура принялась «шерстить» чиновников Ишимбая. Дата обращения: 19 июня 2011. Архивировано из оригинала 3 февраля 2013 года.
61. ↑  Пожар в башкирском городе Ишимбай локализован. Дата обращения: 19 июня 2011. Архивировано 24 июля 2014 года.
62. ↑  Торгово-офисный комплекс «Интер». Дата обращения: 23 августа 2011. Архивировано из оригинала 11 сентября 2013 года.
63. ↑  Состоялось торжественное открытие торгового комплекса «Аструм» в городе Ишимбае. Дата обращения: 19 июня 2011. Архивировано из оригинала 19 июля 2012 года.
64. ↑  ИРУС СМУЭС — филиал ОАО «Башинформсвязь»